# Serica angustatotibialis
Serica angustatotibialis är en skalbaggsart som beskrevs av Ahrens 1999. Serica angustatotibialis ingår i släktet Serica och familjen Melolonthidae. Inga underarter finns listade i Catalogue of Life.